# قرار مجلس الأمن التابع للأمم المتحدة رقم 1624
قرار مجلس الأمن التابع للأمم المتحدة رقم 1624، المتخذ بالإجماع في مؤتمر القمة العالمي لعام 2005 في 14 أيلول / سبتمبر 2005، بعد إعادة التأكيد على قراراته السابقة بشأن الإرهاب، بما في ذلك القرارات 1267 (1999)، 1373 (2001)، 1535 (2004)، 1540 (2004)، 1566 ( 2004) و1617 (2005)، دعا المجلس جميع الدول إلى التعاون من أجل تعزيز أمن حدودها الدولية من خلال تعزيز إجراءات فحص الإرهابيين وأمن المسافرين.
تم اعتماد القرار 1624، إلى جانب القرار 1625 (2005)، في اجتماع لرؤساء الدول أو الحكومات. وقد صاغ القرار المملكة المتحدة.

## القرار

### أعمال
ودعا مجلس الأمن جميع الدول إلى اتخاذ التدابير اللازمة لحظر التحريض على الأعمال الإرهابية، وحرمان الأشخاص من الملاذ الآمن حيث توجد أدلة موثوقة على تورطهم في مثل هذا السلوك. علاوة على ذلك، طُلب من الدول تعزيز حدودها الدولية من خلال مكافحة وثائق السفر المزورة، وتعزيز إجراءات الكشف عن الإرهابيين وأمن المسافرين، وتحسين التفاهم بين الحضارات. وتم التأكيد على أن التدابير المتخذة يجب أن تمتثل للقانون الدولي وأن تكون مسؤولة أمام لجنة مكافحة الإرهاب.
أخيرًا، صدرت تعليمات إلى لجنة مكافحة الإرهاب للدخول في حوار مع الدول حول كيفية تنفيذها للقرار الحالي، وتعزيز أفضل الممارسات القانونية وتبادل المعلومات، وتقديم التقارير في غضون اثني عشر شهرًا.

## روابط خارجية
- نص القرار في undocs.org